# Robert Menasse
Robert Menasse (Bécs, 1954. június 21. –) osztrák író, esszéíró,
műfordító. A kortárs osztrák prózairodalom egyik legjelentősebb képviselője. Eva Menasse sikeres újságíró és írónő féltestvére.

## Pályafutása
Egyetemistaként Bécsben, Salzburgban és Messinában tanult germanisztikát, filozófiát és politológiát. Doktori disszertációjának befejezése után 1981-től 1988-ig előadóként dolgozott a São Paulo-i Egyetem Irodalomelméleti Intézetében. Később több művet is lefordított portugálról németre. Európába való visszatérése óta Berlinben és Amszterdamban is megfordult. Jelenleg Bécsben él. 1993 óta az osztrák PEN Club tagja. Menasse nyelvezete olykor játékos, máskor finoman szarkasztikus. Írásainak gyakori témája a napjainkban is fokozatosan terjedő, lappangó antiszemitizmus. Kedveli a meghökkentő párhuzamokat és szeret rávilágítani az elhallgatott, kínos kérdésekre. Élesen kritizálja korunk társadalmához és a történelemhez való viszonyunkat.
Második magyarul megjelent regénye, a Kiűzetés a pokolból budapesti bemutatóján így nyilatkozott:
"Az én generációmból mindenkinek van közvetlen kapcsolata a holokauszttal vagy a náci időkkel, mert vagy áldozatként, vagy a szülőkön, nagyszülőkön keresztül elkövetőként érinti a dolog. Ugyanúgy működik ez, mint az, ha ma megszületik egy gyerek Budapesten, annak igenis van kapcsolata a sztálinizmushoz, mert a szülei, nagyszülei átélték azt. Sokkal érdekesebb az a kérdés, hogy akkor is, ha már közvetlenül nem látszik a történelem, mennyire határozza meg a jelent, a jelen realitását? Mikortól végérvényesen történelem, vagy múlt az, ami megtörtént? A 17. században az inkvizíció üldözött és meggyilkolt 6 millió zsidót. Ezt ma már mindenki lezárt dologként, történelemként kezeli, de a hetven évvel ezelőtt meggyilkolt hatmillióra senki nem mondja, hogy lezárt múlt, hanem igenis közünk van hozzá."

## Művei
- Sinnliche Gewißheit ("Érzéki bizonyosság"). Regény. Rowohlt, Reinbek, 1988
- Die sozialpartnerschaftliche Ästhetik. Essays zum österreichischen Geist ("A szociálpartnerség esztétikája. Esszék az osztrák szellemiségről"). Sonderzahl, Wien, 1990
- Selige Zeiten, brüchige Welt ("A regény kora"). Regény. Residenz, Salzburg, Wien, 1991
- Das Land ohne Eigenschaften. Essay zur österreichischen Identität ("A tulajdonságok nélküli ország. Esszé az osztrák identitásról"). Sonderzahl, Wien 1992.
- Phänomenologie der Entgeisterung. Geschichte vom verschwindenden Wissen ("Az szellemtelenedés fenomenológiája. Az eltűnt tudás története"). Suhrkamp, Frankfurt/M., 1995
- Schubumkehr ("Csúszásirányváltó"). Regény. Residenz, Salzburg, Wien, 1995
- Hysterien und andere historische Irrtümer (Hisztériák és más történelmi tévedések). Sonderzahl, Wien, 1996
- Überbau und Underground (Felépítmény és Underground). Suhrkamp, Frankfurt/M., 1997
- Elisabeth Menasse és Eva Menasséval közösen: Die letzte Märchenprinzessin ("Az utolsó mesebeli hercegnő"). Ill.: Gerhard Haderer. Suhrkamp, Frankfurt/M., 1997
- Elisabeth Menasse és Eva Menasséval közösen: Der mächtigste Mann ("A leghatalmasabb ember"). Ill.: Kenneth Klein. Deuticke, Wien, München, 1998
- Dummheit ist machbar. Begleitende Essays zum Stillstand der Republik (Az ostobaság megtehető. Esszék a köztársaság nyugalmi állapotához). Sonderzahl, Wien, 1999
- Erklär mir Österreich. Essays zur österreichischen Geschichte ("Magyarázd el nekem Ausztriát. Összegyűjtött esszék az osztrák történelemről"). Suhrkamp, Frankfurt/M., 2000
- Die Vertreibung aus der Hölle ("Kiűzetés a pokolból"). Regény. Suhrkamp, Frankfurt/M., 2001
- Das war Österreich. Gesammelte Essays zum Land ohne Eigenschaften ("Ez volt Ausztria. Esszék a tulajdonságok nélküli országról"). Eva Schörkhuber kiadásában. Suhrkamp, Frankfurt/M., 2005
- Don Juan de la Mancha oder die Erziehung der Lust ("Don Juan de la Mancha"). Regény. Suhrkamp, Frankfurt/M., 2007
- Das Ende des Hungerwinters ("Az éhinség telének vége"). Hangoskönyv – Robert Menasse előadásáben, Hoffmann und Campe, Hamburg, 2008, ISBN 978-3-455-30595-1
- Ich kann jeder sagen: Erzählungen vom Ende der Nachkriegsordnung. Suhrkamp, Frankfurt am Main, 2009
- Heimat ist die schönste Utopie. Reden (wir) über Europa. Edition Suhrkamp, Berlin, 2014, ISBN 978-3-518-12689-9
- Was ist Literatur. Ein Miniatur-Bildungsroman. Bernstein-Verlag, Siegburg, 2015, ISBN 978-3-945426-09-8
- Die Hauptstadt ("A főváros"). Regény. Suhrkamp, Berlin, 2017, ISBN 978-3-518-42758-3

### Magyarul
- A regény kora. (Regény.) JAK–Jelenkor, Bp.–Pécs, 1995 (Műfordító füzetek). ISBN 963-676-028-4 (Fürjes Gabriella fordítása)
- Kiűzetés a pokolból. (Regény.) Ulpius-ház, Bp., 2008. ISBN 978-963-254-104-4 (Lendvay Katalin fordítása)
- Ez volt Ausztria. Összegyűjtött esszék a tulajdonságok nélküli országról. Kalligram, Pozsony, 2008. ISBN 978-80-8101-079-8 (Bombitz Attila fordítása)
- Don Juan de la Mancha avagy A vágy iskolája. (Regény.) Kalligram, Pozsony, 2010. ISBN 978-80-8101-272-3 (Szijj Ferenc fordítása)
- A főváros. (Regény.) Geopen, Bp., 2018. ISBN 978-615-5724-42-8 (Győri László fordítása)

## Magyarországi vonatkozások
2008 tavaszán a Budapesti Nemzetközi Könyvfesztiválra látogatott második magyarul megjelent regényének, a „Kiűzetés a pokolból”-nak bemutatójára. 2008 decemberében Szegeden tartott irodalmi estet.
|  |  |

## Fontosabb díjai
- 1990 Heimito-von-Doderer-díj, Alsó-Ausztria
- 1992 Hans-Erich-Nossack-díj, Köln
- 1992 Theodor-Körner-Alapítvány díja
- 1994 Marburg/Lahn város irodalmi díja
- 1994 Alexander-Sacher-Masoch-Alapítvány irodalmi díja, Bécs
- 1996 Hugo-Ball-díj, Pirmasens
- 1998 Osztrák kultúrpublicisztikai államdíj
- 1999 Grimmelshausen-díj
- 2002 Joseph-Breitbach-díj, Mainz
- 2002 Friedrich-Hölderlin irodalmi díj, Bad Homburg
- 2002 Lion-Feuchtwanger-díj
- 2002 Marie-Luise-Kaschnitz-díj
- 2003 Erich-Fried-díj
- 2003 Holland könyvdíj
- 2006 A francia lovagrend „Arts et Lettres“ lovagja
- 2013 Heinrich Mann-díj
- 2017 Német Könyvdíj

2000-ben Robert Menasse az osztrák kultúrpublicisztikai állami díj összegét a Jean-Améry-díjnak adományozta, annak újraalapítására.

## Külső hivatkozások
- Interjú Robert Menasséval a Kiűzetés a pokolból magyarországi bemutatóján, 2008 Budapest: http://www.litera.hu/hirek/egyre-jobban-kiuresednek-a-tapasztalataink
- Interjú Robert Menasséval valamint részletek felolvasása a "Don Juan de la Mancha" regényből a Frankfurti Könyvvásáron 2007-ben (németül): http://archiv.literadio.org/get.php?id=766pr951%5B%5D
- Robert Menasse: Régen nem láttalak – Elbeszélés a háború után kialakult rend végéről. Fürjes Gabriella fordítása: http://www.inaplo.hu/nv/200104/05.html
- http://www.litera.hu/szemely/menasse-robert%5B%5D
- A német nyelvű Wikipedia szócikke Robert Menasséról
- Robert Menasse Fanclub a Facebookon: https://www.facebook.com/menasse#/group.php?gid=49941929974